# (74283) 1998 SJ130
(74283) 1998 SJ130 – planetoida z pasa głównego asteroid okrążająca Słońce w ciągu 3,83 lat w średniej odległości 2,45 j.a. Odkryta 26 września 1998 roku.